# 泰尔德德吕昂斯
泰尔德德吕昂斯（法語：Terres de Druance，法語發音：[tɛʁ də dʁyɑ̃s]）是法国卡尔瓦多斯省的一个市镇，属于维尔区。该市镇于2017年由原市镇拉西、圣让勒布朗和圣维戈尔德梅兹雷合并而成，行政中心位于拉西。

## 地名
“泰尔德德吕昂斯”（Terres de Druance）一名在法语中意为“德吕昂斯河的土地”。

## 地理
泰尔德德吕昂斯（48°54'55"N, 0°40'38"W）面积37.19 平方千米，位于法国诺曼底大区卡爾瓦多斯省，该省份为法国西北部沿海省份，北濒大西洋英吉利海峡，东北与滨海塞纳省以海上边界相接，东临厄尔省，南至奧恩省，西与芒什省接壤。
与泰尔德德吕昂斯接壤的市镇（或旧市镇、城区）包括：莱蒙多奈、诺曼底地区孔代、佩里尼、瓦尔达利耶尔、苏勒夫尔昂博卡日。
泰尔德德吕昂斯的时区为UTC+01:00、UTC+02:00（夏令时）。

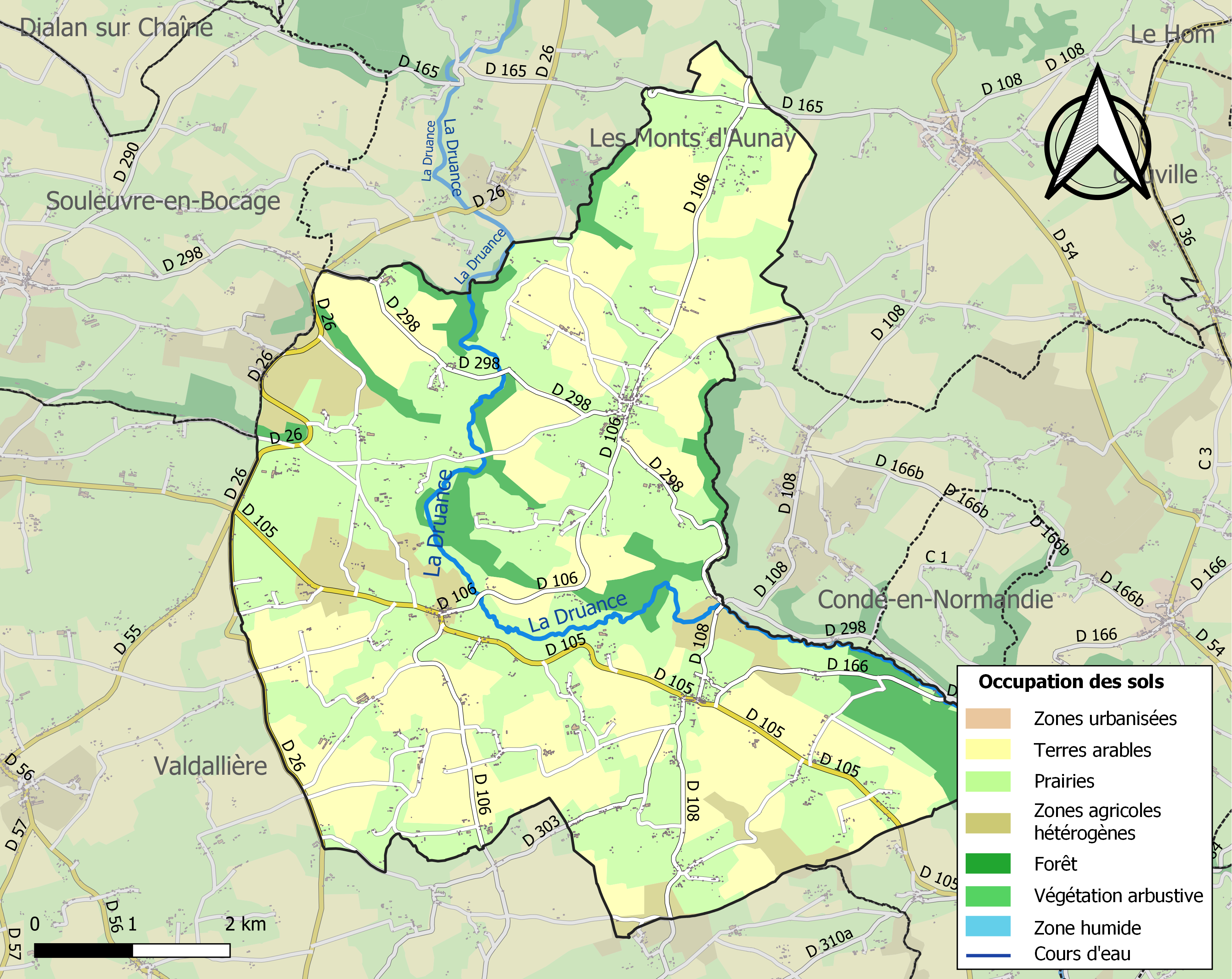
泰尔德德吕昂斯的OSM定位图

## 行政
泰尔德德吕昂斯的邮政编码为14770，INSEE市镇编码为14357。

## 政治
泰尔德德吕昂斯所属的省级选区为诺曼底地区孔代县。

## 人口
泰尔德德吕昂斯于2022年1月1日时的人口数量为891人。